# 甜高粱
甜高粱（学名：Sorghum dochna）为禾本科高粱属下的一个变种。

## 扩展阅读
維基物種上的相關：甜高粱